# Lego Batman: A film
A Lego Batman: A film (eredeti cím: LEGO Batman: The Movie – DC Super Heroes Unite) egész estés amerikai–angol 3D-s számítógépes animációs film, amely eredetileg DVD-n és Blu-rayen jelent meg 2013-ban. A film a Lego Batman 2: DC Super Heroes című videójátékon alapszik. A forgatókönyvet Jon Burton és David A. Goodman írta, rendezője és producere Jon Burton, a zenéjét Rob Westwood szerezte. A Warner Premiere és TT Animation készítette.
Amerikában 2013. május 21-én adta ki DVD-n és Blu-rayen a Warner Home Video, Magyarországon pedig 2013. június 11-én jelent meg DVD-n a ProVideo forgalmazásában.

## Cselekmény
Bruce Wayne és Lex Luthor is az Év Embere díj átadására érkezik Gotham City egy színvonalas helységébe. A díjat Wayne nyeri, de időközben Joker néhány szuperbűnözővel – Kétarc, Pingvin, Harley Quinn, Macskanő és Rébusz – betör az eseményre és ellopja a díját, valamint az ott levők ékszereit és némi aranyat. Batman elkap mindenkit, kivéve Jokert, akit Robin segítségével üldöz tovább. Elkapják végül Jokert, aki visszakerül az Arkham Elmegyógyintézetbe. Luthor, aki az elnöki posztra pályázik, rájön, hogy Joker tudja hogyan kell Kriptonitot előállítani, így kimenekíti azt Arkhamből és együtt Batman, valamint Superman legyőzésére törnek.
Szökése közben Joker szinte az összes veszélyes rabot kiszabadítja a Luthortól kapott sugárgéppel, ami a fekete színű anyagokat részecskéire bontja. A két gonosztevő vegyi anyagokért betör az Ace Chemicals-ben, eközben Batman az Arkhamhoz siet, ahol a kiszabadult ellenségei próbálják útját állni. Batman és Robin mindannyiukat elkapja és visszaviszi börtönébe, de az Ace Chemicals-be késve érkezik. Superman siet a Dinamikus Duó segítségére. Az ál Kriptonit elvezeti Luthorékat a Batbarlangba, ahonnan ellopják az összes olyan vegyületet, ami képes Superman erejét semmissé tenni.
Másnap, a választás napján, Superman és Batman meglátogatják a LexCorp épületét, de Luthor egy hatalmas Kriptonit sugárral támad Supermanre, az időközben épített Joker-robottal. A két gonosztevő, abban a hitben, hogy legyőzték ellenségeiket, elhagyják a termet és Gotham felé indulnak. Batman és Superman azonban ruhát cseréltek, mert ők előbb kitalálták, mit terveznek ellenük. Később, a Városháza előtt, Luthor nagy tömeg előtt mond beszédet, miközben Joker-gázzal a tömeget arra veszik rá, hogy Luthorra, azaz Jokerre szavazzanak, mint elnök. Luthor rájön, hogy Joker átverte, miközben az Igazságliga több tagja is Batman és Superman segítségére siet.
Kiborg, Villám és Csodanő segítségével megállítják a robotot, Jokert és Luthort pedig letartóztatják. Csodadnő, Robin kérdésére, azt mondja a Kriptonit biztonságos helyre került. Miután bevallja, hogy "kis" segítségre szüksége van, Kiborg és Villám segít újraépíteni a Batbarlangot. Mikor Superman rákérdez, Batman tényleg tőle kért-e segítséget, a Denevérember letagadja azt és azt mondja, ő Zöld Lámpást kérte meg, aki győzelmüket ünnepelendő, egy zöld sugárnyalábot lő ki az égbe. Az űrben Brainiac rájön a zöld energia lelőhelyére.

## Szereplők
| Szereplő               | Eredeti hang            | Magyar hang       |
| ---------------------- | ----------------------- | ----------------- |
| Batman / Bruce Wayne   | Troy Baker              | Welker Gábor      |
| Robin                  | Charlie Schlatter       | Berkes Bence      |
| Joker                  | Christopher Corey Smith | Fekete Zoltán     |
| Lex Luthor             | Clancy Brown            | Józsa Imre        |
| Superman / Clark Kent  | Travis Willingham       | Nagy Ervin        |
| Kétarc                 | Troy Baker              | Horváth Illés     |
| Rébusz                 | Rob Paulsen             | Háda János        |
| Harley Quinn           | Laura Bailey            | Bálint Sugárka    |
| Macskanő               | Katherine Von Till      | Ruttkay Laura     |
| Méregcsók              | Laura Bailey            | Sipos Eszter Anna |
| Átok (Bane)            | Steven Blum             | Sörös Miklós      |
| Pingvin                | Steven Blum             | Fekete Zoltán     |
| James Gordon felügyelő | Townsend Coleman        | Csuha Lajos       |
| Marsbéli Vadász        | Cam Clarke              | Dézsy Szabó Gábor |
| Csodanő (Wonder Woman) | Laura Bailey            | Nádasi Veronika   |
| Zöld Lámpás            | Cam Clarke              | Zöld Csaba        |
| Kiborg                 | Brian Bloom             | Molnár Levente    |
| Villám                 | Charlie Schlatter       |                   |
| Agyzseni (Brainiac)    | Troy Baker              | Dézsy Szabó Gábor |
| Batcomputer            | Katherine Von Till      |                   |
| TV-riporter            | Erin Shanagher          | Gáspár Kata       |